# Floorp
Floorp est un navigateur web gratuit et en partie libre, développé depuis 2021 par le groupe japonais Ablaze. Il s'agit d'une « reprise logicielle » (anglais : fork) de Mozilla Firefox.

## Fonctionnalités
Il est possible de générer un code QR relatif à la page ouverte. Floorp est compatible avec Firefox Sync, comme avec les autres logiciels dérivés de Firefox. Il supporte également les applications web progressives (progressive web app). Initialement basé sur Chromium, Floorp a basculé dès sa version 7 sur Firefox.

## Respect de la vie privée
Floorp permet l'utilisation d'une protection biométrique, ainsi que de désactiver le support de WebGL et de WebRTC. La télémétrie de Mozilla est également désactivée par défaut. Dans sa fonctionnalité de partage d'écran, les barres latérales, et notamment de marques-pages, sont cachées.